# Mackenzie McDonald
Michael Mackenzie Lowe McDonald (født 16. april 1995 i Piedmont, Californien, USA) er en professionel tennisspiller fra USA.